# Droga ekspresowa A-49 (Hiszpania)
Droga ekspresowa A-49 (hiszp. Autovía A-49), także Autovía del Quinto Centenario – droga ekspresowa w Hiszpanii w ciągu trasy europejskiej E1. 
Droga łączy Sewillę z granicą Portugalii w pobliżu miejscowości Almonte. Umożliwia dojazd na Costa de la Luz, do Parque Nacional de Doñana oraz do portowego miasta Huelva. Odcinek łączący miasto Huelva z granicą Portugalii został oddany do użytku w 2002 roku.